# Campeonato Mundial de Gimnasia Artística de 1905
El II Campeonato Mundial de Gimnasia Artística se celebró en Burdeos (Francia) entre el 22 y el 23 de abril de 1905 bajo la organización de la Federación Internacional de Gimnasia (FIG).

## Resultados

### Masculino
| Evento                 | Oro                                                | Plata                                | Bronce                                              |
| ---------------------- | -------------------------------------------------- | ------------------------------------ | --------------------------------------------------- |
| Concurso completo ind. | Marcel Lalue Francia 185,500 pts.                  | Daniel Lavielle Francia 184,250 pts. | Lucien Démanet Francia 179,250 pts.                 |
| Caballo con arcos      | Georges Dejaghère Francia 34,750                   | Marcel Lalue Francia 34,500          | Daniel Lavielle Francia 33,750                      |
| Paralelas              | Josef Martinez Francia Marcel Lalue Francia 33,500 |                                      | Pierre Payssé Francia 32,750                        |
| Barra fija             | Marcel Lalue Francia 36,000                        | Josef Martinez Francia 35,750        | Pierre Payssé Francia Lucien Démanet Francia 35,500 |
| Concurso por equipos   | Francia 990,000                                    | Países Bajos · 941,750               | Bélgica · 906,750                                   |

## Medallero
| Núm. | País         | Oro | Plata | Bronce | Total |
| ---- | ------------ | --- | ----- | ------ | ----- |
| 1    | Francia      | 6   | 3     | 5      | 14    |
| 2    | Países Bajos | 0   | 1     | 0      | 1     |
| 3    | Bélgica      | 0   | 0     | 1      | 1     |
|      | TOTAL        | 6   | 4     | 6      | 16    |